# Lee Addy
Lee Addy (Acra, Ghana, 7 de julio de 1990) es un futbolista ghanés que juega como defensa en el Free State Stars de la Primera División de Sudáfrica, segunda categoría de dicho país.

## Selección nacional
Ha sido internacional con la selección de fútbol de Ghana en 30 ocasiones. Fue convocado para la Copa del Mundo de 2010 y para las Copas Africanas de 2010 y 2012.

### Participaciones en Copas del Mundo
| Mundial                        | Sede      | Resultado        | Partidos | Goles |
| ------------------------------ | --------- | ---------------- | -------- | ----- |
| Copa Mundial de Fútbol de 2010 | Sudáfrica | Cuartos de final | 3        | 0     |

### Participaciones en Copas Africanas
| Copa                           | Sede                    | Resultado    | Partidos | Goles |
| ------------------------------ | ----------------------- | ------------ | -------- | ----- |
| Copa Africana de Naciones 2010 | Angola                  | Subcampeón   | 4        | 0     |
| Copa Africana de Naciones 2012 | Gabón Guinea Ecuatorial | Cuarto lugar | 2        | 0     |

## Clubes
| Club                      | País      | Año       |
| ------------------------- | --------- | --------- |
| Nania FC                  | Ghana     | 2007-2008 |
| Berekum Chelsea FC        | Ghana     | 2008-2010 |
| Estrella Roja de Belgrado | Serbia    | 2010-2011 |
| Dalian Aerbin FC          | China     | 2012-2014 |
| → Dinamo Zagreb (cedido)  | Croacia   | 2013-2014 |
| Dinamo Zagreb             | Croacia   | 2014-2015 |
| → NK Lokomotiva (cedido)  | Croacia   | 2015      |
| FK Čukarički              | Serbia    | 2015-2016 |
| Lusaka Dynamos FC         | Zambia    | 2017-2018 |
| Free State Stars          | Sudáfrica | 2019-     |

## Palmarés

### Campeonatos nacionales
| Título                  | Club                      | País    | Año  |
| ----------------------- | ------------------------- | ------- | ---- |
| Copa de Serbia          | Estrella Roja de Belgrado | Serbia  | 2012 |
| Primera Liga de Croacia | Dinamo Zagreb             | Croacia | 2013 |
| Supercopa de Croacia    | Dinamo Zagreb             | Croacia | 2013 |
| Primera Liga de Croacia | Dinamo Zagreb             | Croacia | 2014 |

### Distinciones individuales
| Distinción                                        | Año  |
| ------------------------------------------------- | ---- |
| Mejor defensa central de la Liga Premier de Ghana | 2008 |

## Controversia sobre su fecha de nacimiento
Antes de la Copa Mundial de Fútbol de 2010, su edad se convirtió en objeto de controversia. Cuando debutó en el equipo nacional en septiembre de 2009, en su registro figuraba que nació el 26 de septiembre de 1985. Esta fecha de nacimiento también aparece en la mayoría de los sitios web. Incluso la FIFA enumera a Addy como nacido el 26 de septiembre de 1985 en los documentos oficiales. Sin embargo, cuando se lo registró en la selección de Ghana para la Copa del Mundo, había pasado cinco años más joven y se registró que nació el 7 de julio de 1990.  El periódico sueco Aftonbladet ha estado en contacto con la FIFA sobre el asunto. FIFA informó que hicieron un control de pasaportes a Addy, pero no encontraron nada sospechoso. También había una falta de material comparativo, porque nunca tuvo ningún control de pasaporte anteriormente.